# Балушево-Починковское сельское поселение
Балушево-Починковское сельское поселение — упразднённое муниципальное образование (сельское поселение) в Касимовском районе Рязанской области.
Административный центр — село Балушевы Починки.

## Население
| 2010 | 2012 | 2013 | 2014 | 2015 | 2016 | 2017 |
| ---- | ---- | ---- | ---- | ---- | ---- | ---- |
| 350  | ↘322 | ↘321 | ↘305 | ↘300 | ↘290 | ↘281 |

## Состав поселения
| № | Населённый пункт | Тип населённого пункта       | Население |
| - | ---------------- | ---------------------------- | --------- |
| 1 | Балушевы Починки | село, административный центр | 235       |
| 2 | Ананьино         | деревня                      | ↘38       |
| 3 | Сеитово          | деревня                      | ↘33       |
| 4 | Толстиково       | село                         | 44        |

## История
Балушево-Починковское сельское поселение образовано в 2006 г из Балушево-Починковского сельского округа.
Законом Рязанской области от 11 мая 2017 года № 27-ОЗ, были преобразованы, путём их объединения, Балушево-Починковское и Первинское сельские поселения — в Первинское сельское поселение с административным центром в селе Перво.